# Rhyssemus villosus
Rhyssemus villosus är en skalbaggsart som beskrevs av Riccardo Pittino 1990. Rhyssemus villosus ingår i släktet Rhyssemus och familjen Aphodiidae. Inga underarter finns listade i Catalogue of Life.